# パレット (絵画)

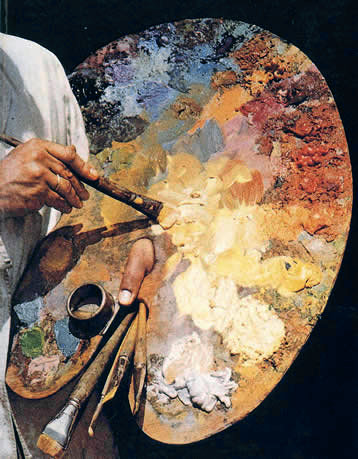
パレット。粘度の高い絵具向けの一枚板型

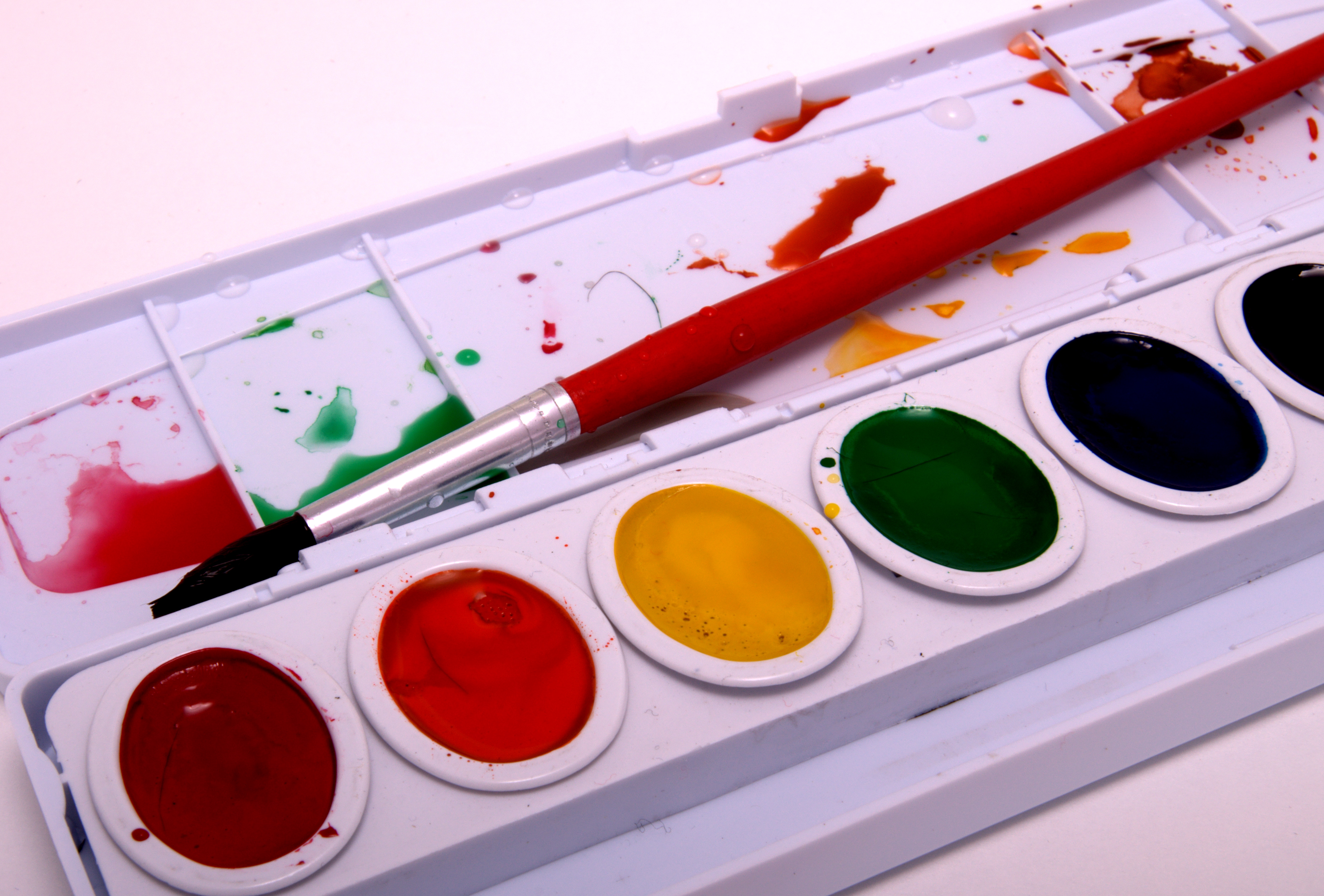
水彩絵具向けに窪みで仕切られたパレット

パレット（調色板、交色板、仏: palette）は、絵画を描く際に使用される、絵具を混合するための板である。調色板（ちょうしょくばん）など様々な訳語があるが、現代日本語ではあまり使わない。語源は「小さな (-ette) 鍬 (pale)」。

## 基礎的な意味でのパレット

### 素材と絵具による差異
パレットの素材としては、油絵具向けには合成樹脂、大理石、御影石、木材、水性絵具向けには合成樹脂、金属、陶器がある。この他にペーパー（紙）パレットと呼ばれる、使い捨てタイプもある。当然、これ以外の素材も、基本的には絵具などの材料と反応しない物質であれば、パレットとして使用し得る。鳥海青児は菓子箱の蓋で代用したほか、香月泰男のようにパレットを使わない画家もいる。
水性絵具用のパレットのうち閉じるものは主として、透明水彩絵具用であり、再溶解が面倒なガッシュ・不透明水彩には使わない。伝統的な木製のパレットは有色地に描くには都合が良かったと考えられているが、褐色を呈する顔料の使用頻度が低下している現代ではあまり勧められていない。
絵具を選択する上で重要な指標になるのは、それぞれの絵具に使用されている顔料であり、専門家用の製品であればそれぞれの製品やパンフレットに使用顔料が明記されている。特に実用的な判別方法としてカラーインデックスに従った名称、特にColour Index Generic Nameが記載されている。

### 構造
形態的には、パレットナイフで盛り付けられるほど粘度が高い絵具の場合、仕切りのない一枚板のパレットに複数の色を置いても問題は起こらない。水彩絵具やテンペラなど、粘度が低い絵の具のパレットには仕切りや適度な凹みが必要となる。

## 発展的な意味でのパレット
特定の芸術家が用いる絵具・色彩の総体をパレットと呼ぶ。そして画家のパレットは本来的には調色板ではなく、選択して並べられる絵具の組み合わせであると言われることもある。

## 著名画家のパレットとパレット画
パレットには画家の色・筆遣いの特徴が表れるほか、パレットに自らが好むモチーフを描くパレット画を制作する画家もいる。日本の笠間日動美術館は日本国内外の346名の画家のパレットを357点（2023年時点）収蔵し約200点を常設展示している。これはパレットのコレクションとして世界的にも貴重なものである。創設者である長谷川仁は、東京の銀座で日動画廊を経営していた1967年、展覧会場に置かれていたモーリス・ユトリロのパレットに惹かれ、絵でなくパレットなら「画商は自らコレクションすべきではない」という己の信条に反しないと考えて収集を始め、つきあいのある日本の洋画家に「パレットに絵を描いて譲ってほしい」と呼び掛けて約160点を集め、国外ではパブロ・ピカソの遺族やサルバドール・ダリなどから提供されたものがある。コレクションのきっかけとなったユトリロのパレット画は、彼が贈った画商ポール・ペトリデスの遺族が売りに出したものを2010年に入手し、コレクション中で唯一、代金を支払って購入した。
木村忠太のパレットには絵具が11センチメートルの厚さで積み重なっていた。ピエール＝オーギュスト・ルノワールやアンリ・ルソーなどはパレットを清潔に保つことでも知られており、ルノワールは他者にパレットを見せることを嫌っていた。

## ペイントツールのパレット
Photoshop、SAIなどのペイントツールでは、色を作ったり、作った色を一覧として表示したりするウィンドウをパレットと呼ぶ。